# وندین له وییل
وندین له وییل (به فرانسوی: Vendin-le-Vieil) یک کمون در فرانسه است که در پا-دو-کاله واقع شده‌است.

## خصوصیات
وندین له وییل ۱۰٫۶۷ کیلومترمربع مساحت و ۷٬۰۵۴ نفر جمعیت دارد و ۲۸ متر بالاتر از سطح دریا واقع شده‌است.